# 譚子俊
譚子俊，字彥光，贵州贵阳人，清朝政治人物、進士出身。

## 生平
光緒十八年（1892年）壬辰科進士，三甲四十一名，同年五月，著交吏部掣签分发各省，以知县即用，后任福建侯官縣知縣。